# گشتاور فاکتوریل
در نظریه احتمالات، گشتاور فاکتوریل (به انگلیسی: factorial moment)، یک کمیت ریاضیاتی است که به عنوان امید ریاضی یا میانگین فاکتوریل نزولی یک متغیر تصادفی تعریف می‌شود. گشتاورهای فاکتوری برای مطالعهٔ متغیرهای تصادفی با مقدار صحیح غیر منفی و در استفاده از توابع مولد احتمال برای استخراج گشتاورهای متغیرهای تصادفی گسسته به‌وجود می‌آیند.
گشتاورهای فاکتوری به عنوان ابزار تحلیلی در زمینهٔ ریاضی ترکیبات، که مطالعهٔ ساختارهای ریاضی گسسته‌است، عمل می‌کنند.

## تعریف
برای یک عدد طبیعی r , {\displaystyle r}-اُمین گشتاور فاکتوریل، یک توزیع احتمال روی اعداد حقیقی یا مختلط است، یا به عبارت دیگر، یک متغیر تصادفی {\displaystyle X} با آن توزیع احتمال، برابر است با:
{\displaystyle \operatorname {E} {\bigl [}(X)_{r}{\bigr ]}=\operatorname {E} {\bigl [}X(X-1)(X-2)\cdots (X-r+1){\bigr ]},}
که در آن {\displaystyle E} امید ریاضی (عملگر) و
{\displaystyle (x)_{r}:=\underbrace {x(x-1)(x-2)\cdots (x-r+1)} _{r{\text{ factors}}}\equiv {\frac {x!}{(x-r)!}}}
فاکتوریل نزولی است که باعث ایجاد نام می‌شود، اگرچه علامت (x)r بسته به میدان ریاضی متفاوت است.  البته، تعریف مستلزم آن است که امید ریاضی معنادار باشد، که اگر (X)r ≥ ۰ یا E[|(X)r|] < ∞ باشد.
اگر {\displaystyle X} تعداد موفقیت در {\displaystyle n} آزمایش باشد و {\displaystyle p_{r}} احتمال این باشد که هر {\displaystyle r} از {\displaystyle n} آزمایش همگی موفقیت‌آمیز باشند، آنگاه
{\displaystyle \operatorname {E} {\bigl [}(X)_{r}{\bigr ]}=n(n-1)(n-2)\cdots (n-r+1)p_{r}}

## مثال‌ها

### توزیع پواسون
اگر یک متغیر تصادفی {\displaystyle X} دارای توزیع پواسون با پارامتر λ باشد، گشتاورهای فاکتوریل {\displaystyle X} هستند:
{\displaystyle \operatorname {E} {\bigl [}(X)_{r}{\bigr ]}=\lambda ^{r},}
که از نظر شکل در مقایسه با توزیع پواسون آن که شامل اعداد استرلینگ نوع دوم است، ساده هستند.

### توزیع دو جمله‌ای
اگر یک متغیر تصادفی {\displaystyle X} دارای توزیع دو جمله ای با احتمال موفقیت {\displaystyle p\in [0,1]} و تعداد {\displaystyle n} آزمایش، پس از آن لحظات فاکتوریل {\displaystyle X} هستند:
{\displaystyle \operatorname {E} {\bigl [}(X)_{r}{\bigr ]}={\binom {n}{r}}p^{r}r!=(n)_{r}p^{r},}
جایی که طبق قرارداد، {\displaystyle \textstyle {\binom {n}{r}}} و {\displaystyle (n)_{r}} هستند اگر {\displaystyle r>n} صفر باشد.

### توزیع فرا هندسی
اگر یک متغیر تصادفی {\displaystyle X} دارای توزیع فوق هندسی با اندازه جمعیت N تعداد از موفقیت می‌گوید K ∈ {0,... ,N K ∈ {0,... ,N K ∈ {0,... ,N } در جمعیت، و n ∈ {0,... ,N n ∈ {0,... ,N n ∈ {0,... ,N }، سپس گشتاورهای فاکتوریل {\displaystyle X} هستند:
{\displaystyle \operatorname {E} {\bigl [}(X)_{r}{\bigr ]}={\frac {{\binom {K}{r}}{\binom {n}{r}}r!}{\binom {N}{r}}}={\frac {(K)_{r}(n)_{r}}{(N)_{r}}}.}

### توزیع بتا دو جمله‌ای
اگر یک متغیر تصادفی {\displaystyle X} دارای توزیع دوجمله‌ای بتا با پارامترهای α > ۰، β > ۰ و تعداد آزمایش‌ها {\displaystyle n}، گشتاورهای فاکتوریل {\displaystyle X} هستند:
{\displaystyle \operatorname {E} {\bigl [}(X)_{r}{\bigr ]}={\binom {n}{r}}{\frac {B(\alpha +r,\beta )r!}{B(\alpha ,\beta )}}=(n)_{r}{\frac {B(\alpha +r,\beta )}{B(\alpha ,\beta )}}}

## محاسبهٔ گشتاورها
گشتاور خام r یک متغیر تصادفی {\displaystyle X} را می‌توان بر حسب گشتاورهای فاکتوریل آن با فرمول بیان کرد:
{\displaystyle \operatorname {E} [X^{r}]=\sum _{j=0}^{r}\left\{{r \atop j}\right\}\operatorname {E} [(X)_{j}],}
که در آن آکولادها، اعداد استرلینگ نوع دوم را نشان می‌دهند.